# Mercedes-Benz O 305
Le Mercedes-Benz O 305 est un autobus à moteur arrière produit par Mercedes-Benz en Allemagne de l'Ouest entre 1969 et 1987.
Le prototype est sorti en 1967 et la production en série a commencé en 1969 à l'usine Mercedes-Benz de Mannheim. Des modèles similaires ont été produits par Büssing AG, Magirus-Deutz, MAN et Ikarus. L'O 305 possédait une version articulée, l'O 305 G, et un modèle routier, l'O 307. Il a été remplacé par le Mercedes-Benz O 405.
Deux générations se sont succédé : 
- les premiers O 305 avaient un pare-brise galbé vers le haut surmontant une face avant plate ;
- les O 305 plus récents héritaient du pare-brise et de la face avant des O 307, courbés sur les côtés.

En France, Heuliez Bus a réalisé sa propre version (Heuliez O 305) sur base du châssis des O 305 et O 305 G.
Beaucoup de constructeurs ont réalisé leurs propres carrosseries sur le châssis O 305. L'aspect de ces autobus pouvait fortement s'éloigner de celui des O 305 assemblés par Mercedes-Benz.

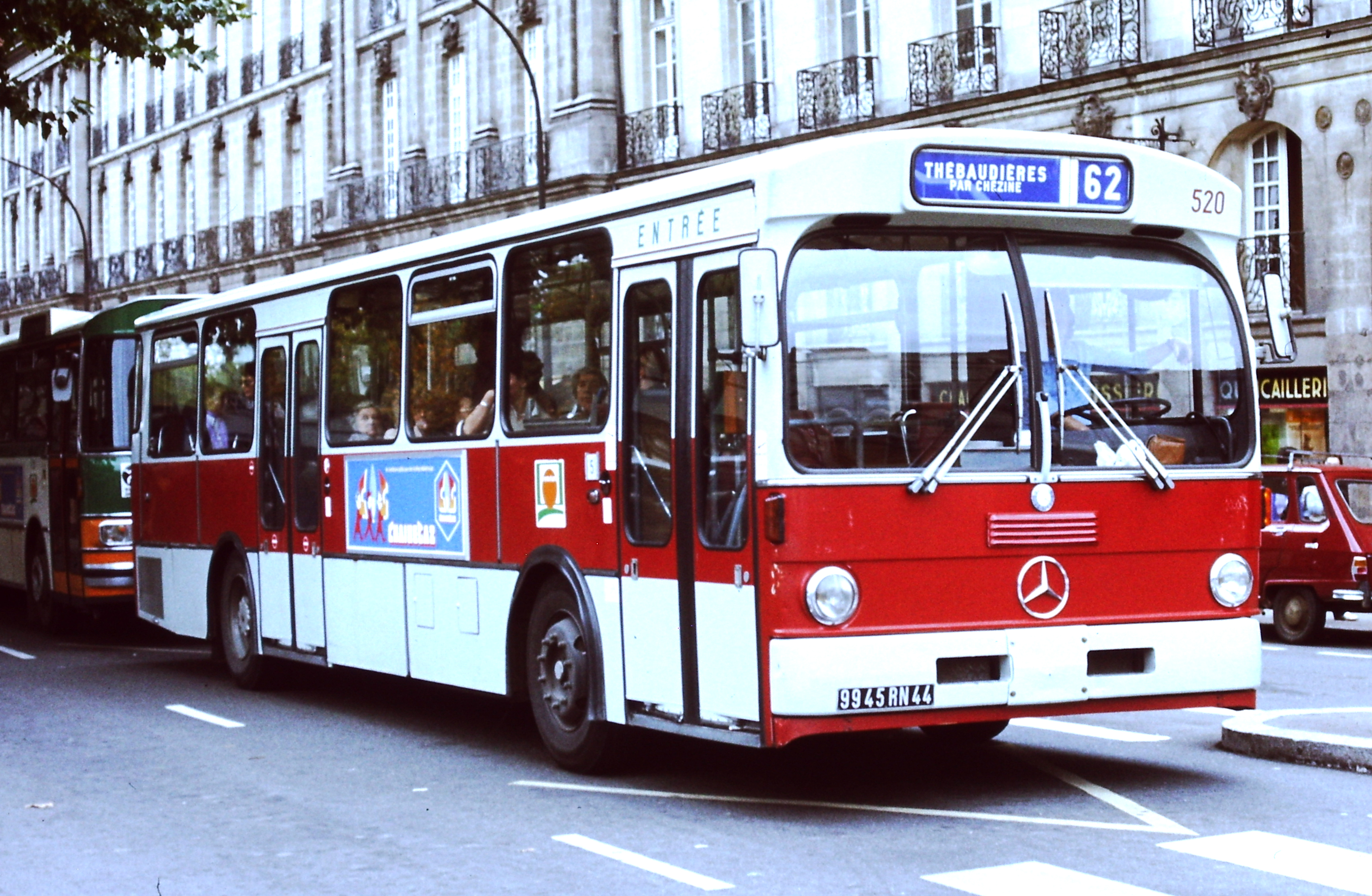
Heuliez O 305 à Nantes.
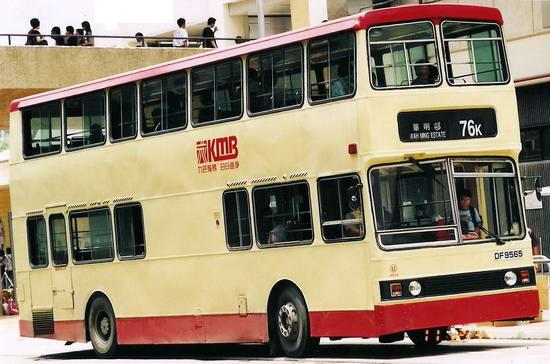
Autobus de Hong-Kong sur châssis O 305.
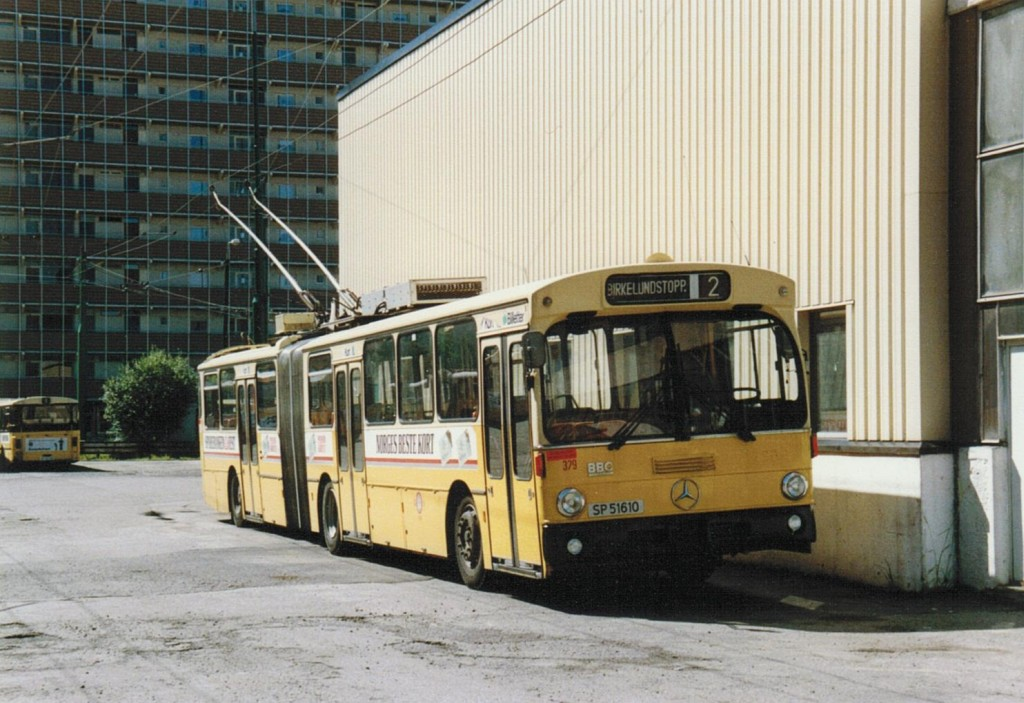
Trolleybus O 305 G.

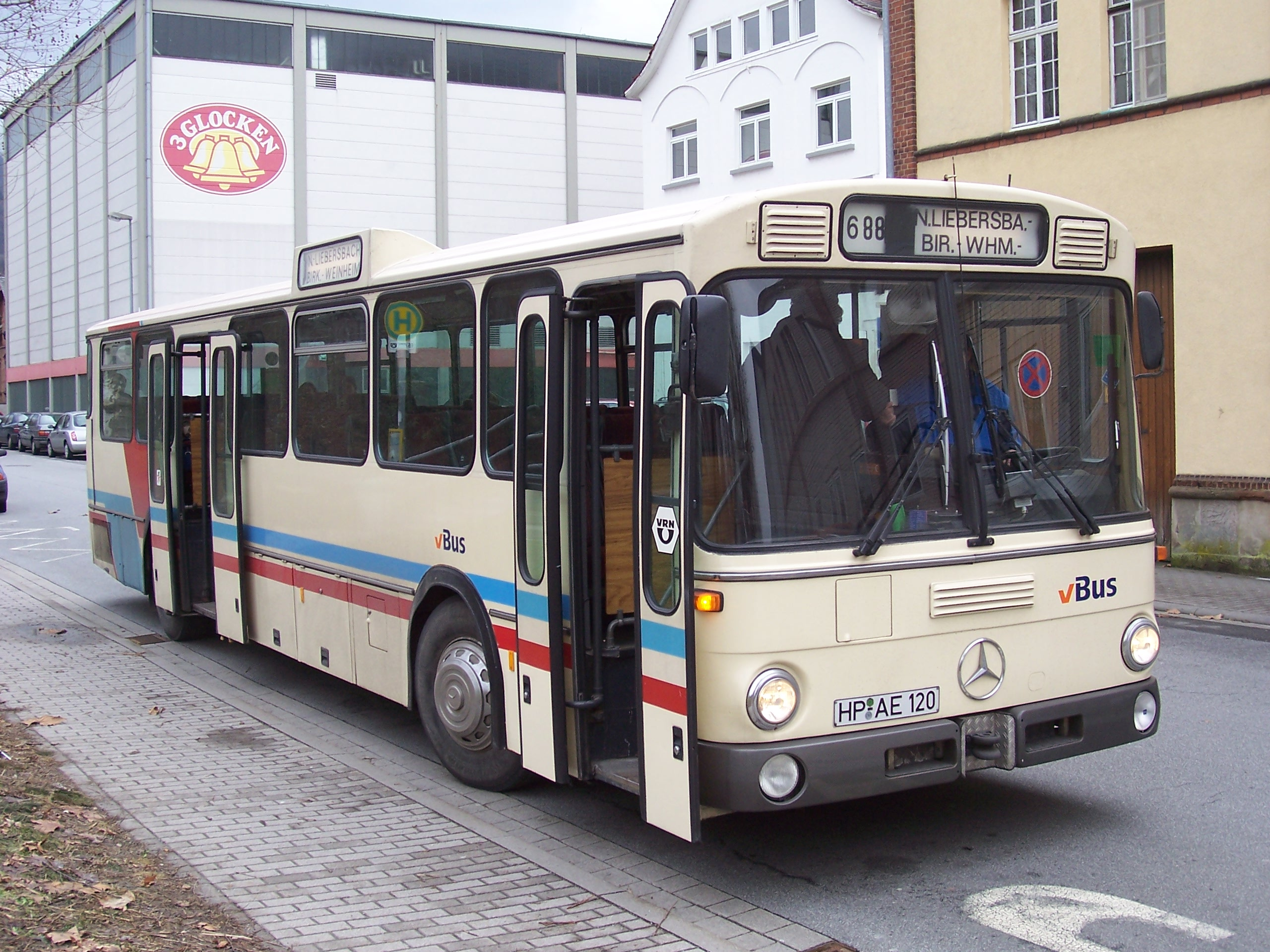
Mercedes O 307.
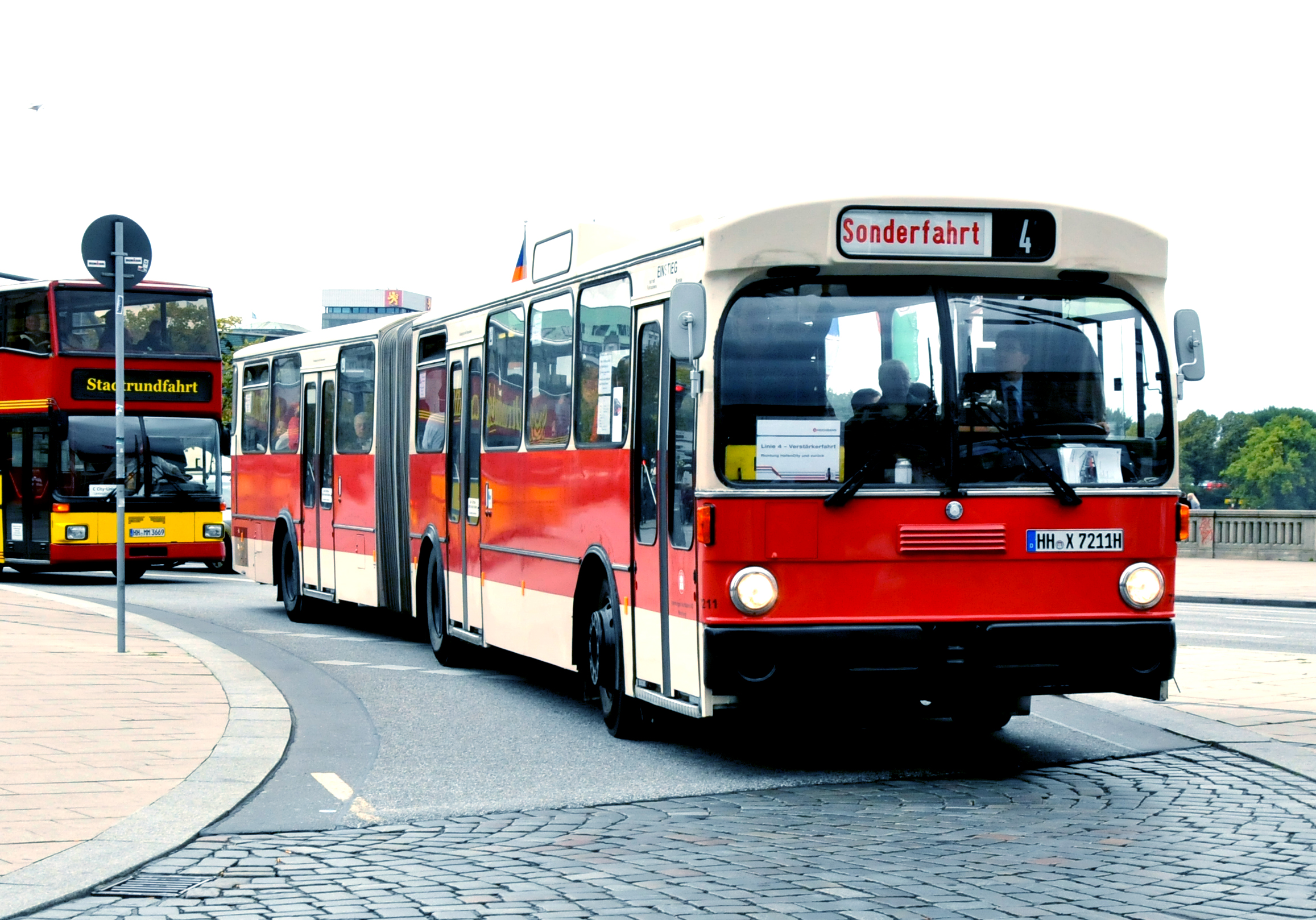
Mercedes O 305 G en Allemagne...
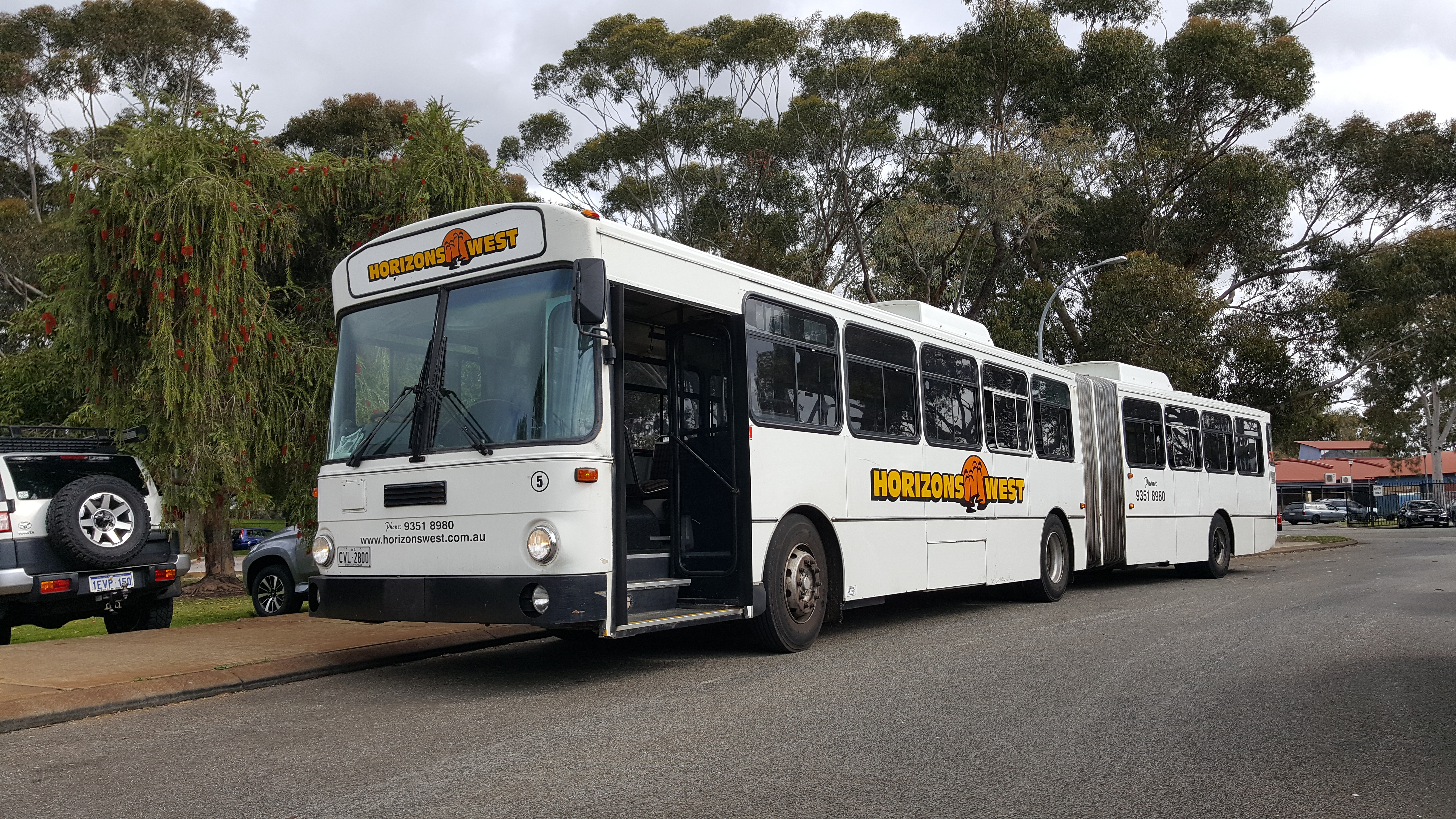
et en Australie.